# Rikard Norling
Rikard Olof Norling, född 4 juni 1971, är en svensk fotbollstränare som tränar FC Stockholm. Norling har varit huvudtränare i AIK 2005–2008 och i Malmö FF 2011–2013. Efter SM-guldet 2013 slutade Rikard Norling som tränare för Malmö FF på egen begäran. Han blev sedan tränare i norska SK Brann från Bergen. Norling var från den 13 maj 2016 återigen huvudtränare för AIK. Den 27 juli 2020 fick han sparken av klubben. Från december 2020 till juli 2022 var han huvudtränare för IFK Norrköping.

## Biografi
Rikard Norlings spelarkarriär tog slut när han var 21 år gammal på grund av skada men han fortsatte som tränare för Brommapojkarnas ungdomslag. 
2004 ledde Norling, tillsammans med Patrick Walker, GIF Sundsvall till en sjundeplats i Allsvenskan, lagets bästa placering sedan 1988.
2005 kom Norling tillbaka till AIK, där han tidigare varit andretränare under Stuart Baxter, efter att bland annat tränat GIF Sundsvall och Väsby IK. Det blev succé direkt med serieseger i superettan, och året därpå ett överraskande silver i allsvenskan. Norling skrev i juni 2006 på ett nytt femårskontrakt som huvudtränare i AIK.
Den 10 november 2008 gick AIK ut med att Rikard Norling slutar som tränare. Detta trots att både spelartruppen och AIK:s organiserade supportrar i AIK-Alliansen slutit upp bakom honom.
Den 2 december 2009 presenterade Assyriska FF Rikard Norling som Södertäljeklubbens nye tränare; Norling skrev på ett tvåårskontrakt som började gälla från 1 januari 2010.
Norling lämnade dock Assyriska innan kontraktstiden gått ut, och han skrev på för Malmö FF som klubbens nya tränare den 25 maj 2011. Den 27 november 2013 gick Malmö FF ut med att Rikard Norling sagt upp sig som tränare. Kort därefter meddelades att han skrivit kontrakt med SK Brann till 2016.
Den 13 maj 2016 kom Rikard Norling tillbaka som huvudtränare för AIK Fotboll. 2018 vann Norling Allsvenskan med AIK. Under säsongen 2019 fick Norling och AIK ta emot kritik för dess defensiva spelsätt. Inför Allsvenskan 2020 bytte man spelsätt till ett mer offensivt. Resultaten blev inte som väntat och efter elva omgångar låg klubben på nedre delen av tabellen och på tolfte plats.

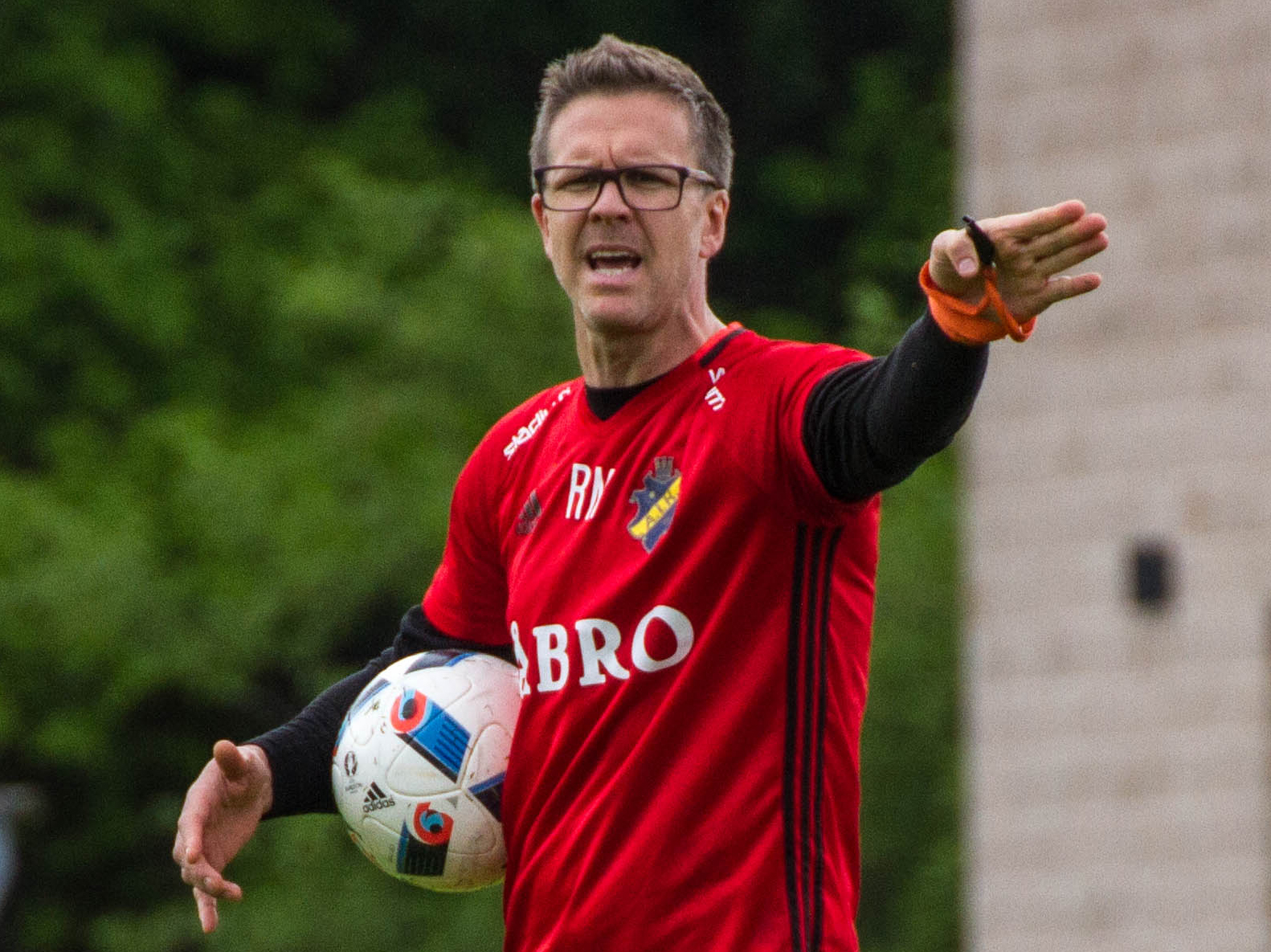
Norling som tränare för AIK, 2016

Eftersom de sportsliga resultaten inte varit tillräckligt bra tog AIK Fotboll beslutet att entlediga Rikard Norling som chefstränare med omedelbar verkan. Beslutet offentliggjordes av ledningen för AIK Fotboll den 27 juli 2020. Norlings sista match som chefstränare var derbyförlusten mot Djurgårdens IF (0-1) dagen innan.
Den 23 december 2020 presenterades Norling som ny huvudtränare för IFK Norrköping. Den 11 juli 2022 beslutade bägge parter att gå skilda vägar och omgående avsluta kontraktet.
I oktober 2023 blev Norling ny huvudtränare för Stockholm Internazionale.

## Klubbar som tränare
- 1992–1993: IF Brommapojkarna, U-laget
- 1994–1995: IK Bele, division 3
- 1996–1997: AIK:s utvecklingstrupp, huvudansvarig
- 1998–1999: AIK:s A-lag, assisterande tränare (Allsvenskan)
- 2000–2001: AIK:s utvecklingstrupp, huvudansvarig
- 2002–2003: Väsby IK, huvudtränare (Division 2 Östra Svealand)
- 2004: GIF Sundsvall, huvudtränare (Allsvenskan)
- 2005–2008: AIK, huvudtränare (Superettan och Allsvenskan)
- 2010–2011: Assyriska FF, huvudtränare (Superettan)
- 2011–2013: Malmö FF, huvudtränare (Allsvenskan)
- 2014–2015: SK Brann, huvudtränare (Tippeligaen)
- 2016–2020: AIK, huvudtränare (Allsvenskan)
- 2021–2022: IFK Norrköping, huvudtränare (Allsvenskan)
- 2024–: Stockholm Internazionale, huvudtränare (Ettan Norra)

## Klubbar som spelare
- –1986: IK Bele
- 1987–1991: IF Brommapojkarna

## Meriter
- SM-guld med AIK 1998 (assisterande tränare)
- Svenska Cupen Mästare 1998/99 (assisterande tränare)
- Gruppspel i Champions League 1999/2000 (assisterande tränare)
- Stora silvret i Allsvenskan 1999 (assisterande tränare)
- 1:a i Superettan 2005 (huvudtränare)
- Stora silvret i Allsvenskan 2006 (huvudtränare)
- Lilla silvret i Allsvenskan 2012 (huvudtränare)
- SM-guld med Malmö FF 2013 (huvudtränare)
- Guld i supercupen med Malmö FF (huvudtränare)
- Stora silvret i Allsvenskan 2016 (huvudtränare)
- SM-guld med AIK Allsvenskan 2018 (huvudtränare)

## Tränarstatistik
| Lag                      | Nat     | Från           | Till             | Rekord | Rekord | Rekord | Rekord | Rekord | Rekord | Rekord | Rekord  |
| Lag                      | Nat     | Från           | Till             | M      | V      | O      | F      | GM     | IM     | MS     | Vinst % |
| ------------------------ | ------- | -------------- | ---------------- | ------ | ------ | ------ | ------ | ------ | ------ | ------ | ------- |
| GIF Sundsvall            | Sverige | 1 januari 2004 | 11 november 2004 | 26     | 9      | 7      | 10     | 30     | 29     | +1     | 34,62   |
| AIK                      | Sverige | 1 januari 2005 | 10 november 2008 | 64     | 26     | 19     | 19     | 83     | 63     | +20    | 40,63   |
| Assyriska FF             | Sverige | 1 januari 2010 | 24 maj 2011      | 37     | 17     | 8      | 12     | 55     | 50     | +5     | 45,95   |
| Malmö FF                 | Sverige | 25 maj 2011    | 27 november 2013 | 103    | 55     | 27     | 21     | 172    | 110    | +62    | 53,40   |
| SK Brann                 | Norge   | 1 januari 2014 | 28 maj 2015      | 49     | 17     | 11     | 21     | 79     | 85     | −6     | 34,69   |
| AIK                      | Sverige | 14 maj 2016    | 27 juli 2020     | 169    | 96     | 41     | 32     | 268    | 141    | +127   | 56,80   |
| IFK Norrköping           | Sverige | 1 januari 2021 | 11 juli 2022     | 37     | 17     | 9      | 11     | 63     | 42     | +21    | 45,95   |
| Stockholm Internazionale | Sverige | 1 januari 2024 | nu               | 55     | 36     | 9      | 10     | 114    | 50     | +64    | 65,45   |
| Totalt                   | Totalt  | Totalt         | Totalt           | 539    | 268    | 130    | 139    | 858    | 569    | +289   | 49,72   |